# Halže
Halže (Duits: Hals) is een gemeente in het westen van de Tsjechische regio Pilsen. Halže ligt op 596 meter hoogte aan de voet van het Bohemer Woud. Op het grondgebied van de gemeente bevinden zich grote bossen die doorlopen tot de grens met Duitsland.

## Geschiedenis
De eerste schriftelijke vermelding van Halže stamt uit 1479. De dorpskerk is gebouwd tussen 1799 en 1801.
Halže behoort tot het historische Sudetenland. Daardoor woonden er voor de Tweede Wereldoorlog veel Duitsers in het dorp. In 1946 werden zij uitgewezen.

## Externe links

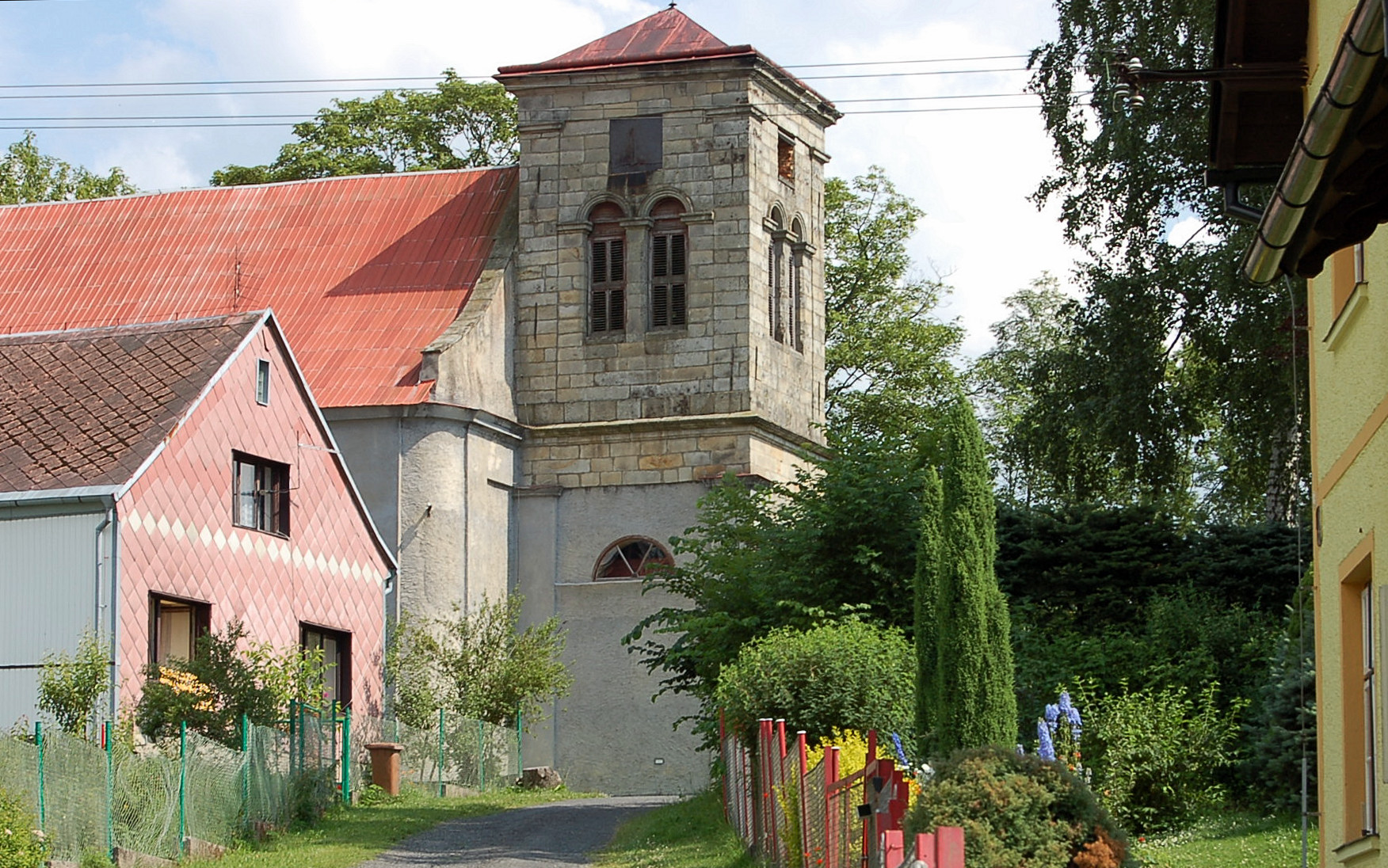
De kerk van Halže